# AGR3
AGR3 (англ. Anterior gradient 3, protein disulphide isomerase family member) – білок, який кодується однойменним геном, розташованим у людей на короткому плечі 7-ї хромосоми. Довжина поліпептидного ланцюга білка становить 166 амінокислот, а молекулярна маса — 19 171.
| 10         |  | 20         |  | 30         |  | 40         |  | 50         |
| ---------- |  | ---------- |  | ---------- |  | ---------- |  | ---------- |
| MMLHSALGLC |  | LLLVTVSSNL |  | AIAIKKEKRP |  | PQTLSRGWGD |  | DITWVQTYEE |
| GLFYAQKSKK |  | PLMVIHHLED |  | CQYSQALKKV |  | FAQNEEIQEM |  | AQNKFIMLNL |
| MHETTDKNLS |  | PDGQYVPRIM |  | FVDPSLTVRA |  | DIAGRYSNRL |  | YTYEPRDLPL |
| LIENMKKALR |  | LIQSEL     |  |            |  |            |  |            |

A: Аланін

C: Цистеїн

D: Аспарагінова кислота

E: Глутамінова кислота

F: Фенілаланін

G: Гліцин

H: Гістидин

I: Ізолейцин

K: Лізин

L: Лейцин

M: Метіонін

N: Аспарагін

P: Пролін

Q: Глутамін

R: Аргінін

S: Серин

T: Треонін

V: Валін

W: Триптофан

Локалізований у ендоплазматичному ретикулумі.